# Tuanku Ismail Petra
Tuanku Ismail Petra (ur. 11 listopada 1949 w Kota Bharu, zm. 28 września 2019 tamże) – malezyjski arystokrata, sułtan stanu Kelantan w Malezji od 30 marca 1980 do 13 września 2010, kiedy uznany został za niezdolnego do wypełniania obowiązków monarszych ze względu na stan zdrowia. Zastąpił go syn Tuanku Muhammad Faris Petra.
Jego ojciec sułtan Yahya Petra był królem Malezji w latach 1975–1979. Sułtan Ismail kształcił się w Sultan Ismail College w Kota Bharu. Był żonaty, miał czwórkę dzieci.